# イトヒキアジ

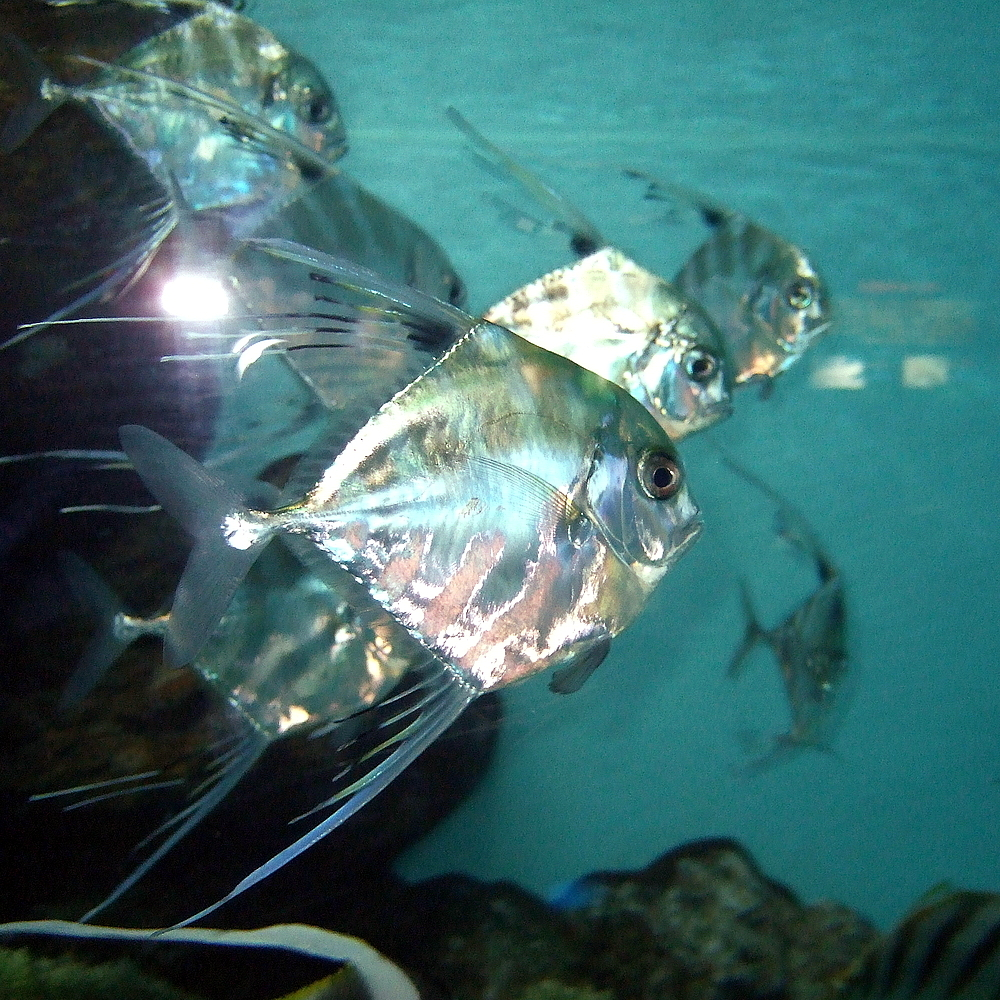
イトヒキアジの幼魚。姫路市立水族館飼育個体

イトヒキアジ（糸引鰺、学名 Alectis ciliaris ）は、スズキ目アジ科に分類される海水魚の一種。全世界の熱帯・亜熱帯海域に広く分布するアジで、和名通り幼魚の背鰭と臀鰭が糸状に長く伸びる。
標準和名は神奈川県三崎での呼称に由来する。他に日本での地方名はイトヒキダイ（新潟・神奈川県鎌倉）、カンザシダイ（神奈川）、ウマヒキ（和歌山県串本）、カガミウオ（和歌山・高知）、キョウゲンウオ（長崎）、エバアジ、ヤバタ（鹿児島）等がある。

## 特徴
成魚は全長1メートルに達する。最大で全長1.5メートル・体重22.9キログラムの記録もある。体高が高く側扁した体型をしている。全長数センチメートルほどの幼魚は体型が菱形で、第二背鰭と臀鰭の軟条が糸状に著しく伸長して後方にたなびく。また糸状に伸びた軟条部の根元は黒ずみ斑点となる。和名はこの幼魚の形状に由来する。
但し成長するにつれ糸状の鰭は体に比べて短くなって鎌状を呈し、体は前後に細長くなり、額が円みを帯びてくる。成魚はギンガメアジ属やヨロイアジ属に似た体型になる。軟条が長く発達するのとは対照的に、第一背鰭の6 - 7棘条は短い遊離棘となり、成魚では皮下に埋没する。また臀鰭の2遊離棘も皮下に埋没する。
体表は光沢のある銀色で、幼魚の体側には「く」の字形の横縞が6本あるが、これも成長につれ不明瞭になる。側線は第二背鰭第12軟条下から尾鰭手前まで直走し、ここには小さな稜鱗が8 - 30枚並ぶ。
全世界の熱帯・亜熱帯海域に広く分布し、幼魚は温帯域にも出現する。日本近海では、日本海側は佐渡島、太平洋側は茨城県まで見られる。幼魚は水面近くを泳ぎ、内湾でも見られるが、成魚は水深60 - 100メートルの海底付近に生息する。食性は肉食性で、小魚や甲殻類等の小動物を捕食する。

## 利用
定置網や釣り等で漁獲される。幼魚は銀色光沢のある体と糸状に長く伸びた鰭から観賞魚として飼育される。ただし水槽が狭いと長生きしない傾向がある。
成魚は大きく成長するため大物釣りの対象になり、干物や魚肉練り製品等で食用にもされる。しかし身に臭みがあり、大型個体ではシガテラ中毒も報告されている。

## 同属種
イトヒキアジ属 Alectis は3種のみが知られている。
ウマヅラアジ（馬面鯵）Alectis indica (Rüppell, 1830) (Indian threadfish)
全長1メートルほどだが165センチメートルの記録もある。イトヒキアジに似るが、幼魚は腹鰭軟条も伸びる。また成魚の額はイトヒキアジよりも前に突出して角張る。南日本を含むインド太平洋の熱帯・亜熱帯海域に分布する。
アフリカン・スレッドフィッシュ Alectis alexandrina (É. Geoffroy Saint-Hilaire, 1817) (Alexandria pompano)
全長60センチメートルほど、最大1メートルに達する。モロッコからアンゴラまでの大西洋東岸と地中海南部に分布する。

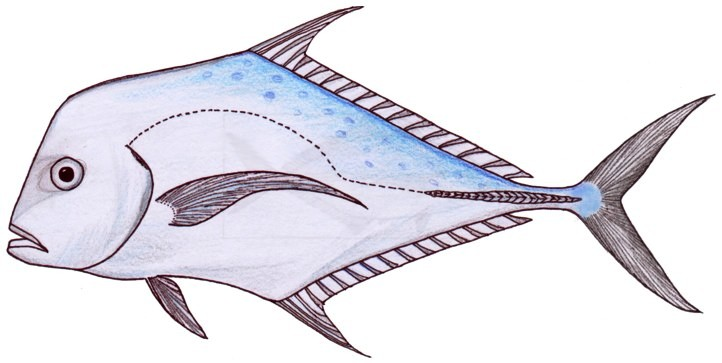
ウマヅラアジ A. indicus
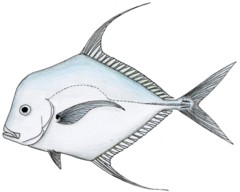
A. alexandrinus